# Nalajch
Nalajch (w polskiej literaturze przed 1990 rokiem opisywana jako Nałajcha; mong. Налайх) – dzielnica Ułan Bator, stolicy Mongolii. Dawniej oddzielne miasto górnicze. W 2010 roku liczyła 30 tys. mieszkańców.
W Nalajchu występują duże złoża jurajskiego węgla brunatnego, dzięki którym powstała i rozwinęła się osada. Pierwsze kopalnie powstały w 1915 roku, wtedy też założono miasteczko górnicze. W tym czasie rocznie wydobywano 1500–1700 ton węgla na potrzeby stolicy. W latach 1926–1927 kopalnie rozbudowano, podobnie w latach 40. XX wieku. W 1963 roku produkowały one 600 tys. ton węgla, a w latach 80. do 800 tys. ton rocznie (20% ówczesnego krajowego wydobycia węgla). Do lat 60. XX wieku, kiedy otwarto kopalnie w dolinie Szaryngol koło Suche Bator, miasto Nalajch było największym zagłębiem węglowym w kraju. Wydobycie początkowo prowadzono w kopalniach podziemnych, budując szyby, co było rzadkością w Mongolii, gdzie zazwyczaj węgiel wydobywa się w kopalniach odkrywkowych. W latach 80. XX wieku stosowano w Nalajchu już wyłącznie eksploatację odkrywkową.
W październiku 1940 roku (według Gungaadasza w 1937–39) otwarto pierwszą w Mongolii kolej, łącząc Ułan Bator z Nalajchem. Była to wąskotorówka przeznaczona do wywozu urobku z kopalni. Linię zamknięto w 1958 roku. W 1958 roku zbudowano w Nalajchu hutę szkła i naczyń szklanych, wykorzystującą miejscowe złoża piasków kwarcowych.
Po uruchomieniu nowej kopalni odkrywkowej w Bagnuurze kopalnia w Nalajchu zmniejszyła wydobycie, a po 1990 roku (po wprowadzeniu gospodarki rynkowej) kopalnię zamknięto. Miejscowi bezrobotni górnicy rozpoczęli wydobycie nielegalne, często pracując całymi rodzinami (razem z żonami i dziećmi). Liczne wypadki spowodowały to, że tych nielegalnych górników przezwano ninja.
W latach 1945–1947 w Nalajchu znajdował się jeden z obozów dla japońskich jeńców wojennych.
Po wycofaniu z Mongolii w końcu lat 80. wojska radzieckie pozostawiły w Nalajchu wielkie lotnisko wojskowe, obecnie porzucone.
Obecnie Nalajch jest rdzeniem obszernej dzielnicy administracyjnej Ułan Bator, południowa część terenu dzielnicy jest stepowa, w północnej części której znajduje się park narodowy Gorchi-Tereldż z popularną strefą turystyczną położoną na południowych krańcach gór Chentej.
W Nalajchu zachowała się kamienna stela chana Toniukuka z VIII wieku n.e., a także szereg zabytkowych kamiennych rzeźb ludzi.